# Reginald Fessenden
Reginald Aubrey Fessenden (Bolton-Este, Quebec, 6 d'octubre de 1866 - Bermudes, Regne Unit, 22 de juliol de 1932) va ser un inventor quebequès. Va ocupar el segon lloc, després de Thomas Edison, en nombre de patents presentades al seu nom a la Oficina de Patents i Marques Registrades dels Estats Units (USPTO, de l'anglès United States Patent and Trademark Office). El principal invent de Reginald Fessenden és la radiofonia (transmissió de veu i música per ones hertzianes).

## Biografia
Reginald Fessenden va néixer el 6 d'octubre de 1866 a East Bolton, Quebec, el més gran dels quatre fills del reverend Elisha Joseph Fessenden i Clementina Trenholme. Elisha Fessenden era una ministra de l'Església d'Anglaterra al Canadà, i la família es va traslladar a una sèrie de llocs a tota la província d'Ontario.
Va ensenyar enginyeria elèctrica durant molt de temps a la Western University de Pennsilvània. Va realitzar molts estudis d'electrologia i la construcció d'un instrument anomenat fessenden, utilitzat en les comunicacions entre submarins i vaixells
Fessenden més conegut pel seu treball pioner en el desenvolupament de la tecnologia de ràdio, incloent els fonaments de la ràdio de modulació d'amplitud (AM). Entre els seus èxits hi havia la primera transmissió de la parla per ràdio (1900) i la primera comunicació radiotelegràfica bidireccional a través de l'oceà Atlàntic (1906). Va informar l'any 1932 que, a finals de 1906, també va fer la primera emissió radiofònica d'entreteniment i música, tot i que la manca de detalls comprovables ha generat alguns dubtes sobre aquesta afirmació.

## Companyia Nacional de Senyalització Elèctrica
Anunci de l'empresa d'abril de 1904 

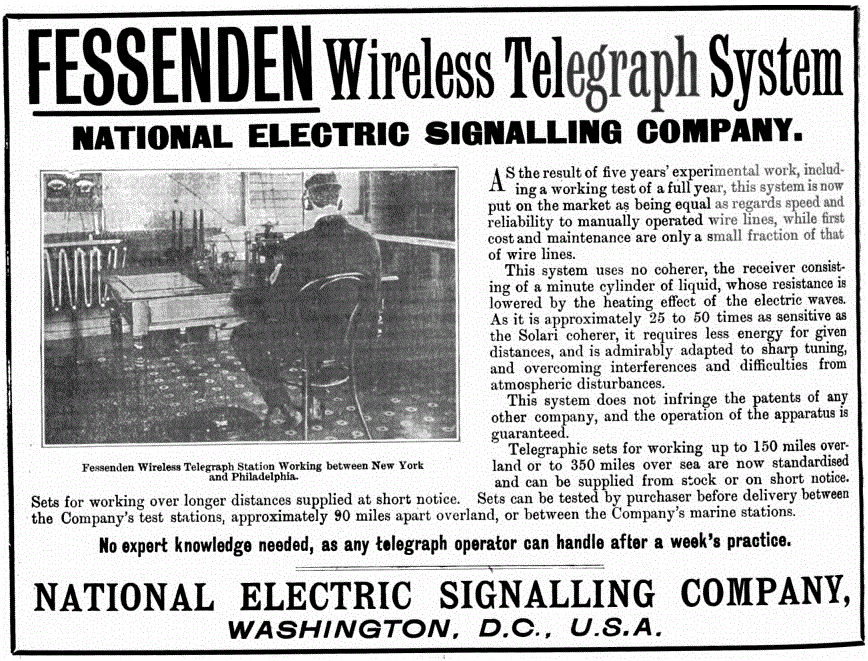

El novembre de 1902, dos rics empresaris de Pittsburgh, Hay Walker Jr. i Thomas H. Given, van finançar la formació de la National Electric Signaling Company (NESCO) per donar suport a la investigació de Fessenden. Inicialment la nova empresa tenia la seu a Washington, DC, on es va construir una estació amb finalitats experimentals i de demostració. Es van construir dues estacions de demostració addicionals a Collinswood, Nova Jersey (prop de Filadèlfia) i Jersey City, Nova Jersey (prop de Nova York). El 1904 es va intentar enllaçar les plantes de General Electric a Schenectady, Nova York, i Lynn, Massachusetts, a una distància de 185 milles (298km), però l'esforç no va tenir l'èxit esperat.
Els esforços per vendre equipament als Estats Units i altres governs, així com a empreses privades, van tenir poc èxit. Una zona de conflicte en curs, especialment amb la Marina dels EUA, van ser els alts preus que Fessenden va intentar cobrar. La Marina, en particular, va considerar que les cotitzacions de Fessenden estaven massa per sobre dels costos de fabricació del dispositiu per ser considerades raonables i va contractar amb altres empreses per construir equips que utilitzaven dissenys de Fessenden. Això va provocar mals sentiments i una sèrie de demandes per infracció de patents. Un pla alternatiu per vendre l'empresa en el seu conjunt no va tenir èxit a l'hora de trobar un comprador. Finalment es va produir un canvi radical en l'orientació de l'empresa. L'any 1904 es va decidir competir amb els cables oceànics existents, establint un enllaç radiotelegràfic transatlàntic. La seu de les operacions de l'empresa es va traslladar a Brant Rock, Massachusetts, que havia de ser la terminal occidental per al nou servei proposat.

## Alternador-transmissor
El pla definitiu de Fessenden per a un transmissor amb capacitat d'àudio era agafar un alternador elèctric bàsic, que normalment girava a velocitats que produïen un corrent altern d'uns quants centenars de cicles per segon (Hz), i augmentar considerablement la seva velocitat de rotació, per tal de per crear corrents elèctrics de desenes de milers de cicles per segon (kHz), produint així una transmissió constant d'ona contínua quan es connecta a una antena. No obstant això, caldrien molts anys de desenvolupament car fins que fins i tot un prototip d'alternador-transmissor estigués a punt, i uns quants anys més enllà perquè les versions d'alta potència estiguin disponibles. Una de les preocupacions era si a aquestes altes velocitats l'alternador es podia desintegrar a causa de l'alta velocitat de rotació que el trencava. Per això, per precaució, mentre s'estava desenvolupant inicialment l'alternador es va "col·locar en una fossa envoltada de sacs de sorra".
Fessenden va contractar amb General Electric (GE) per ajudar a dissenyar i produir una sèrie d'alternadors-transmissors d'alta freqüència. El 1903, Charles Proteus Steinmetz de GE va lliurar una versió de 10 kHz que va resultar d'ús limitat i no es va poder utilitzar directament com a transmissor de ràdio. La sol·licitud de Fessenden d'una unitat més ràpida i potent va ser assignada a Ernst FW Alexanderson, qui l'agost de 1906 va lliurar un model millorat que funcionava a una freqüència de transmissió d'aproximadament 50 kHz, encara que amb molta menys potència que els transmissors d'espurna rotativa de Fessenden.
L'alternador-transmissor va aconseguir l'objectiu de transmetre senyals d'àudio de qualitat, però la manca de cap manera d'amplificar els senyals va significar que eren una mica febles. El 21 de desembre de 1906, Fessenden va fer una àmplia demostració del nou alternador-transmissor a Brant Rock, mostrant la seva utilitat per a la telefonia sense fil punt a punt, inclosa la interconnexió de les seves estacions a la xarxa telefònica per cable. Com a part de la manifestació, el discurs es va transmetre 18 quilòmetres (11 milles) a un lloc d'escolta a Plymouth, Massachusetts. Una revisió detallada d'aquesta demostració va aparèixer a The American Telephone Journal i un resum de Fessenden va aparèixer a Scientific American. Una part d'un informe produït per Greenleaf W. Pickard de l'oficina de Boston de la Telephone Company, que inclou informació addicional sobre alguns defectes encara existents, va aparèixer a Wireless Telephony in Theory and Practice d'Ernst Ruhmer.
Tot i que es va dissenyar principalment per a transmissions d'uns pocs quilòmetres, en un parell d'ocasions les transmissions d'àudio de Brant Rock aparentment van ser escoltades per l'empleat de NESCO James C. Armor a través de l'Atlàntic al lloc de Machrihanish.

## La primera transmissió transatlàntica bidireccional

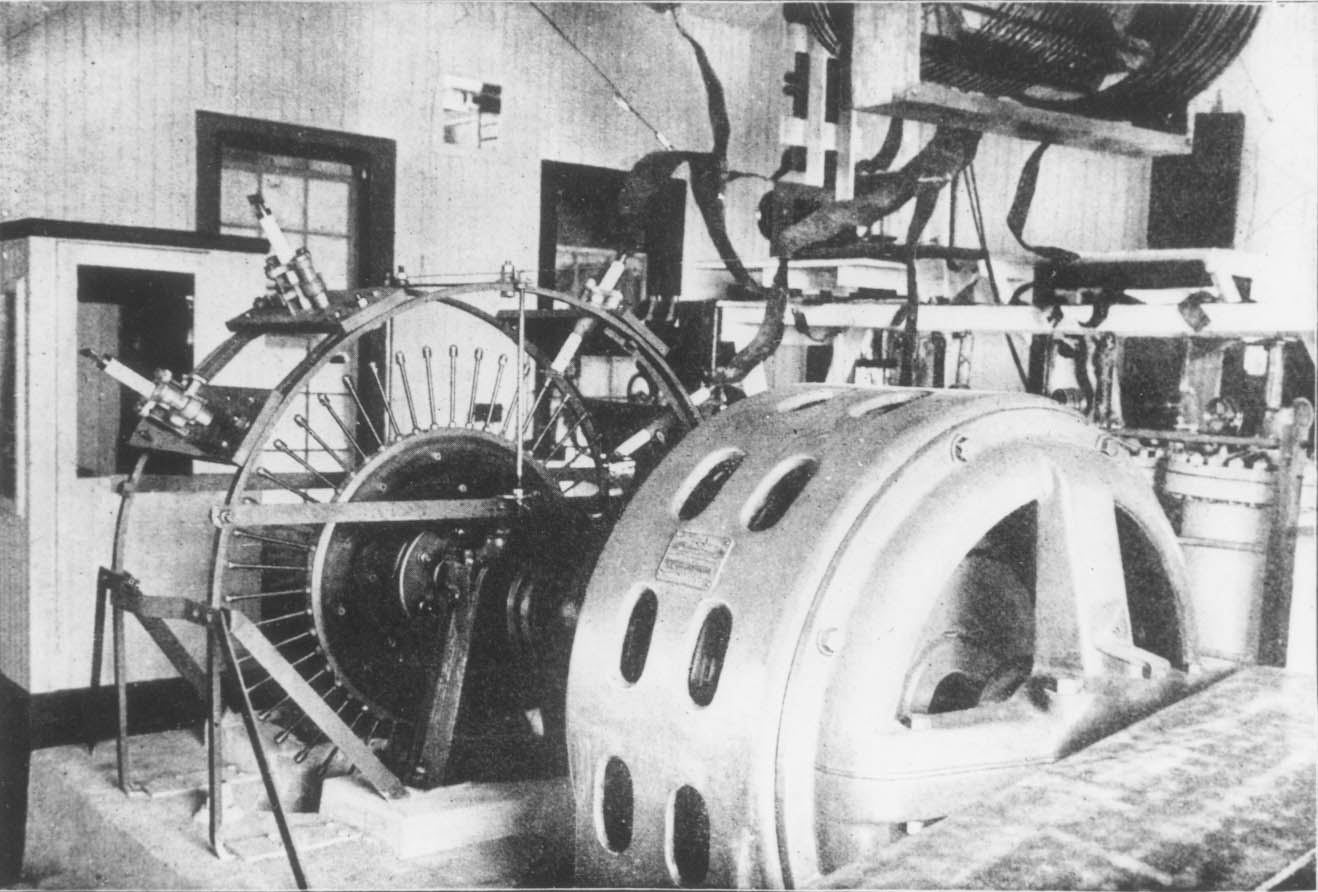
El transmissor d'espurna rotativa a Brant Rock, MA. 1906.

Es va decidir intentar establir un servei radiotelogràfic, i el gener de 1906, emprant els seus transmissors de guspira rotativa d'alta potència, Fessenden va aconseguir la primera transmissió transatlàntica en dos sentits (enviant i rebent), intercanviant missatges entre l'estació de Brant Rock i una idèntica construïda a Machrihanish, Escòcia. En aquest moment, Marconi només havia aconseguit transmissions transatlàntiques d'un sol sentit. No obstant això, a causa de la propagació de les ones de ràdio, els transmissors no podien mantenir la comunicació durant el dia o durant l'estiu, per la qual cosa el projecte va ser suspès fins que milloressin les condicions apropant-se a l'hivern. Aleshores el 6 de desembre de 1906, "a causa de la distracció d'una dels contractistes emprats en el desplaçament d'alguns dels cables de suport", la torre de Machrihanish es va esfondrar, posant fi al treball transatlàntic abans que pogués començar el servei comercial.

## Transmissions d'àudio
Fessenden va tenir un interès molt principi en la possibilitat de fer transmissions d'àudio per ones de ràdio, en contrast amb les primeres transmissions d'espurna que només podien transmetre missatges en codi Morse. Ja l'any 1891, havia investigat l'enviament de corrents alterns de freqüències variables al llarg de línies telegràfiques, per tal de crear un sistema de telègraf múltiplex. Més tard aplicaria els coneixements adquirits sobre l'afinació i la ressonància del seu treball elèctric de corrent altern als corrents de freqüència més alta utilitzats a la ràdio, per tal de desenvolupar el concepte de senyals de ràdio d'ona contínua.
L'enfocament bàsic de Fessenden es va revelar a la patent nord-americana 706.737, que va sol·licitar el 29 de maig de 1901 i es va emetre l'any següent. Va demanar l'ús d'un alternador d'alta velocitat (anomenat "dinamo de corrent altern") que generava "ones sinusoïdals pures" i produïa "un tren continu d'ones radiants de força substancialment uniforme", o, en terminologia moderna., un transmissor d'ona contínua (CW). La idea d'utilitzar senyals de ràdio d'ona contínua entrava en conflicte directe amb l'ortodòxia actual segons la qual es necessitava l'abrupte efecte de "latigada" produït per grans espurnes elèctriques per tal de crear senyals adequadament forts. John Ambrose Fleming, un associat de Marconi, va ser particularment menyspreu al seu llibre The Principles of Electric Wave Telegraphy, una revisió detallada de l'estat de l'art tal com ell ho veia que es va publicar el 1906. Revisant la patent de Fessenden, va escriure que "La creació d'una ona elèctrica sembla implicar una certa sobtada al començament de les oscil·lacions, i un alternador que doni una simple corba sinusoïdal no podria produir l'efecte requerit. . " (En vista de l'èxit final de Fessenden, aquesta afirmació va desaparèixer de l'edició del llibre de 1916.) El següent pas de Fessenden, extret de la pràctica estàndard de telefonia per cable, va ser inserir un micròfon de carboni senzill a la línia de transmissió, que s'utilitzava per modular el senyal d'ona portadora per a transmissions d'àudio, o, de nou utilitzant termes moderns, per produir modulació d'amplitud. Senyals de ràdio (AM).

## Primera emissió de ràdio

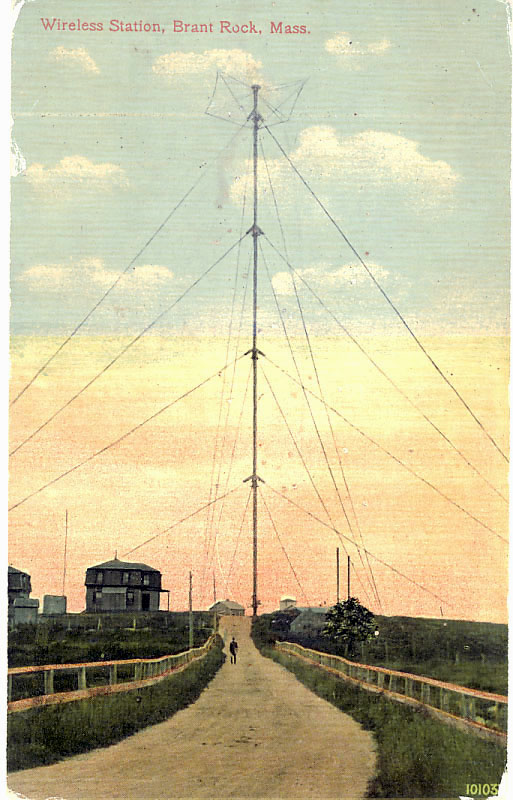
Targeta postal d'aproximadament 1910 mostrant la torre de 128m d'alt a Brant Rock.

Fins a principis de la dècada de 1930, s'acceptava generalment que Lee de Forest, que va dirigir una sèrie d'emissions de prova a partir de 1907, i que va ser àmpliament citat per promoure el potencial de la radiodifusió organitzada, va ser la primera persona a transmetre música i entreteniment per ràdio. La primera emissió d'entreteniment de De Forest va tenir lloc el febrer de 1907, quan va transmetre música electrònica de telharmonium des de la seva estació de laboratori a la ciutat de Nova York. Seguidament es van realitzar proves que van incloure, a la tardor, Eugenia Farrar cantant "I Love You Truly". (A partir de 1904, la Marina dels Estats Units havia emès senyals horàries i informes meteorològics diaris, però aquests empraven transmissors d'espurnes que transmetien en codi Morse).
El 1928, com a part d'una conferència que repassa "La història primitiva de la ràdio als Estats Units", HP Davis, comentant les ofertes d'entreteniment, va afirmar que "Reginald Fessenden, probablement el primer a intentar-ho, va emetre un programa Nit de Nadal de 1906". però no va proporcionar cap detall addicional, i el seu comentari va ser poc notat en aquell moment.
La primera informació àmpliament divulgada sobre les primeres emissions de Fessenden no va aparèixer fins al 1932, quan un article preparat per l'antic soci de Fessenden Samuel M. Kintner, "Pittsburgh's Contributions to Radio", va aparèixer al número de desembre de 1932 de The Proceedings of the Institute of Radio Engineers.. Aquesta informació revisada inclosa en una carta del 29 de gener de 1932 enviada per Fessenden a Kintner. (Fessenden va morir després cinc mesos abans que aparegués l'article de Kintner). En aquest relat, Fessenden va informar que la nit del 24 de desembre de 1906 (Nit de Nadal), havia fet la primera de dues emissions de ràdio de música i entreteniment a un públic general, utilitzant l'alternador-transmissor a Brant Rock. Fessenden va recordar haver produït un programa breu que incloïa un disc fonògraf d'Ombra mai fu (Largo) de George Frideric Handel, seguit de Fessenden tocant la nadala d'Adolphe Adam O Holy Night al violí i cantant Adore and be Still de Gounod, i tancant amb un passatge bíblic: «Glòria a Déu al més alt i pau a la terra als homes de bona voluntat» (Lc 2,14). També va afirmar que el 31 de desembre es va emetre un segon programa curt (Cap d'Any). El públic objectiu d'aquestes dues transmissions eren principalment els operadors de ràdio a bord de la costa atlàntica. Fessenden va afirmar que els dos programes s'havien anunciat àmpliament per endavant, i l'emissió de la Nit de Nadal s'havia escoltat "tan lluny" com Norfolk, Virgínia, mentre que l'emissió de la Nit de Cap d'Any havia arribat als oients a les Índies Occidentals.
En el període previ al centenari, James E. O'Neal va dur a terme una investigació extensa, però no va trobar cap compte de registre de ràdio dels vaixells, ni cap literatura contemporània, per confirmar les emissions de vacances informades. Un article de seguiment dos anys més tard informava a més que un intent similar de verificar els detalls de les emissions havia tingut lloc el 1956, que tampoc no havia pogut descobrir cap confirmació de les declaracions de Fessenden. Una possibilitat alternativa proposada per O'Neal era que potser alguna cosa semblant al que recordava Fessenden podria haver tingut lloc durant una sèrie de proves realitzades el 1909. Una ressenya de Donna L. Halper i Christopher H. Sterling va suggerir que debatre sobre l'existència de les emissions de vacances era ignorar el fet que, segons la seva opinió, la manifestació del 21 de desembre, que incloïa la reproducció d'un disc fonògraf, per si mateixa es qualificava per ser considerada una emissió d'entreteniment. Jack Belrose va argumentar rotundament que no hi havia cap raó per dubtar del relat de Fessenden, en part perquè no havia estat impugnat durant els anys immediatament posteriors a la publicació de l'article de Kintner. Tot i que l'afirmació de Fessenden per a la primera emissió de ràdio el 1906 es reconeix com una fita de l'IEEE, a la vista de les opinions contrastades entre els historiadors de la ràdio, Mike Adams va resumir la situació com "Més de 100 anys després de la seva possible aparició, el Fessenden 'primer". la polèmica de l'emissora continua".
El compte de l' American Telephone Journal de la demostració de l'alternador-transmissor del 21 de desembre va incloure la declaració que "Està admirablement adaptat a la transmissió de notícies, música, etc., ja que, a causa del fet que no es necessiten cables, la transmissió simultània a molts subscriptors es pot realitzar tan fàcilment com si fossin només uns pocs", fent-se ressò de les paraules d'un fullet distribuït als testimonis de la manifestació, que deia " La [Ràdio] telefonia està admirablement adaptada per transmetre notícies, cotitzacions d'accions, música, informes de curses, etc. simultàniament. sobre una ciutat, pel fet que no es necessiten cables i un sol aparell pot distribuir a deu mil abonats tan fàcilment com a uns pocs. Es proposa aixecar estacions amb aquest propòsit a les grans ciutats d'aquí i de fora." Tanmateix, a part de les dues transmissions de vacances informades, Fessenden no sembla haver realitzat cap altra emissió de ràdio, ni tan sols haver pensat addicionalment sobre el potencial d'un servei d'emissió regular. En una revisió exhaustiva de "Telefonia sense fil" de 1908, va incloure una secció titulada "possibilitats" que enumerava els usos prometedors de la ràdio telefònica. Ni l'article principal, ni aquesta llista, fan referència a la radiodifusió, sinó que només s'anota les aplicacions convencionals de la comunicació punt a punt, enumerades com a "canvis locals", "línies de llarga distància", "transmissió transmarina", "telefonia sense fils". de vaixell a vaixell" i "telèfon sense fil de vaixell a central local".

## Premis

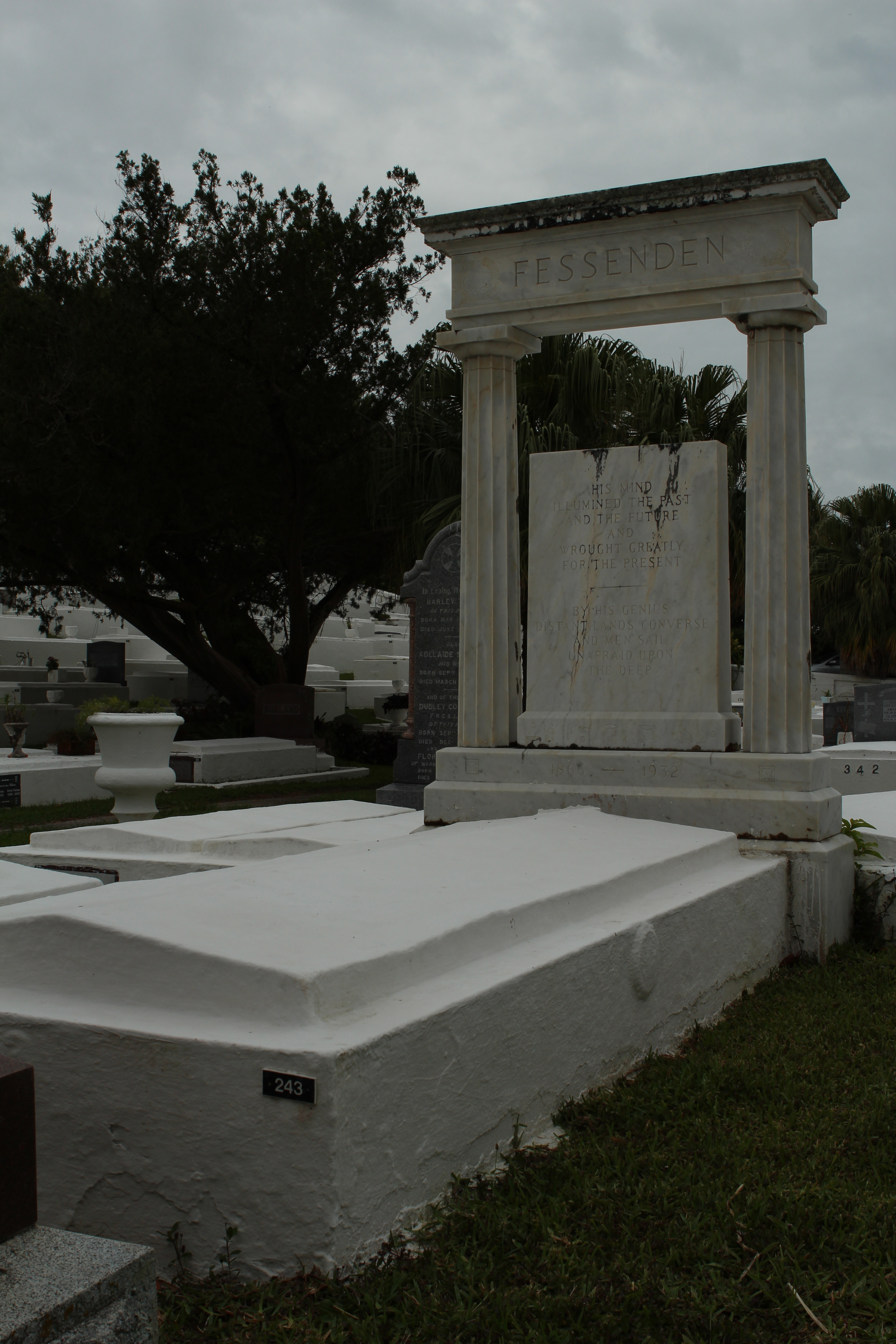
Tomba al cementiri de l'església de Sant Marc a les Bermudes

El 1921, l'Institut d'Enginyers de Ràdio va lliurar a Fessenden la seva Medalla d'Honor IRE. El medalló estava banyat d'or, i d'alguna manera Fessenden es va convèncer que els premis anteriors havien estat d'or massís, així que el va tornar enfadat. Només després que Greenleaf W. Pickard investigués l'assumpte i determinés que les medalles anteriors també estaven cobertes, Fessenden va estar disposat a cedir. L'any següent, la Junta Directiva de City Trusts de Filadèlfia va atorgar a Fessenden una medalla John Scott, que incloïa un premi en metàl·lic de 800 dòlars, per "la seva invenció d'un esquema de recepció per a la telegrafia i la telefonia d'ona contínua", i el va reconèixer com "Un els treballs dels quals havien estat de gran benefici". Fessenden sospitava que aquests dos premis no s'havien fet amb sinceritat sinó per aplacar-lo. A la biografia de la seva dona, referint-se a la medalla IRE, citava el proverbi "compte amb els grecs que porten regals". La medalla Scott va ser objecte de sospita addicional perquè s'havia concedit a proposta dels enginyers de Westinghouse, que treballaven per a una empresa que havia tingut disputes financeres amb Fessenden. Segons l'opinió d'Helen Fessenden, "La medalla no va costar res a [Westinghouse] i va ser un bon 'sop a Cereberus'", i en general va comparar les medalles amb "un petit canvi per a propis a les butxaques de les grans empreses". El 1929, Fessenden va rebre la medalla d'or de la seguretat al mar de Scientific American, en reconeixement de la seva invenció "del Fathometer i altres instruments de seguretat per a la seguretat al mar".
A partir de 1961, la Societat de Geofísics d'Exploració ha atorgat anualment el seu Premi Reginald Fessenden a "una persona que ha fet una contribució tècnica específica a la geofísica d'exploració". El 1980, es va establir una beca Fessenden-Trott a l'Escola d'Enginyeria Elèctrica i Informàtica de la Universitat de Purdue, en memòria de Reginald Fessenden i la seva dona.

## Patents notables
- Reginald Fessenden a l'USPTO (anglès) "Receiver for Electromagnetic Waves" – duplicate of 727,331 reissued May 1903

- Reginald Fessenden a l'USPTO (anglès) "Wireless Telegraphy" – duplicate of 706,737 reissued 10 November 1903

- Reginald Fessenden a l'USPTO (anglès) "Wireless Telegraphy" – duplicate of 706,737 reissued 10 November 1903

- Reginald Fessenden a l'USPTO (anglès) "Acoustic Method and Apparatus" – duplicate of 1,453,316 reissued 10 29 June 1926